# Железники (Метлика)
Железники (словен. Železniki) су насељено место у општини Метлика, регија Југоисточна Словенија, Словенија.

## Историја
До територијалне реорганизације у Словенији били су у саставу старе општине Метлика.

## Становништво
У попису становништва из 2011. године, Железники су имали 26 становника.
| Број становника према пописима | Број становника према пописима | Број становника према пописима |
| ------------------------------ | ------------------------------ | ------------------------------ |
| 1991                           | 2002                           | 2011                           |
| 37                             | 28                             | 26                             |

Напомена: Године 2006. извршена је мања размена територије између насеља Видошичи и Железники.